# C.F. Os Belenenses
Clube de Futebol Os Belenenses, thường được gọi là Belenenses (phát âm tiếng Bồ Đào Nha: [bɨlɨˈnẽsɨʃ]), là một câu lạc bộ thể thao Bồ Đào Nha nổi tiếng với đội bóng đá. Được thành lập vào năm 1919, đây là một trong những câu lạc bộ thể thao lâu đời nhất của Bồ Đào Nha. Nó có trụ sở tại Estádio do Restelo với 25.000 chỗ ngồi tại giáo xứ Belém của Lisboa, do đó có tên câu lạc bộ, được dịch là "Những người từ Belém".
Belenenses đã giành chức vô địch Giải bóng đá Ngoại hạng Bồ Đào Nha mùa giải 1945/1946, biến họ trở thành câu lạc bộ đầu tiên ngoài Big Three giành chức vô địch. Belenenses cũng đã đoạt sáu giải vô địch Bồ Đào Nha/Bồ Đào Nha Cup danh hiệu, và là đội nhiều huy chương thứ 5 trong lịch sử bóng đá Bồ Đào Nha.
Cho đến năm 1982, Belenenses là một trong bốn đội chưa bao giờ bị xuống hạng từ giải hạng nhất. Ngày nay, đây là đội xếp thứ 4 trong danh sách các đội có nhiều mùa giải thi đấu nhất tại Giải bóng đá Ngoại hạng Bồ Đào Nha cũng như đội có tổng số điểm cao thứ tư trong lịch sử Giải bóng đá Ngoại hạng Bồ Đào Nha.
Belenenses là đội bóng Bồ Đào Nha đầu tiên có sân cỏ và ánh sáng nhân tạo, và cũng là câu lạc bộ đầu tiên của Giải bóng đá Ngoại hạng Bồ Đào Nha tham gia UEFA Europa League.
Các môn thể thao chính của câu lạc bộ là bóng đá, bóng ném, bóng rổ, futsal, điền kinh và liên đoàn bóng bầu dục. Câu lạc bộ đã giành được giải vô địch quốc gia trong tất cả các môn thể thao này, nhưng nó vẫn nổi tiếng nhất với bóng đá, hoạt động ban đầu của nó. Trong lịch sử của câu lạc bộ, Belenenses đã giành được hơn 10.000 danh hiệu, bao gồm các bộ phận đầu tiên của bóng đá, bóng ném, bóng rổ, bóng bầu dục và Cup Bồ Đào Nha trong bóng đá và futsal, trong số các môn thể thao khác.